# Bosanska Krajina
Bosanska Krajina (Pronunciat [bɔ̌sanskaː krâjina], Ciríl·lic: Босанска Крајина), és una regió geogràfica de Bosnia i Hercegovina occidental definida pels rius Sava, Una i Vrbas. És també una regió històrica, econòmica i cultural de Bosnia i Hercegovina.
La ciutat més gran, i el seu centre històric és Banja Luka. Altres ciutats que en formen part són Bihać, Cazin, Velika Kladušun, Prijedor, Sanski Most, Gradiška, Kozarska Dubica, Novi Grad, Bosanska Krupa, Ključ, Bosanski Petrovac, Kotor Varoš, Šipovo, Mrkonjić Grad, Drvar, Bosansko Grahovo, Jajce, Kneževo, Bužim, Laktaši, i Čelinac.
Bosanska Krajina no té cap frontera política o representació política en l'estructura de Bòsnia i Hercegovina; tanmateix té una identitat cultural i històrica significativa que va ser formada a través de diversos esdeveniments històrics i econòmics. El territori de Bosanska Krajina està actualment dividit entre la Republika Srpska i la Federació de Bosnia i Hercegovina.

## Nom
Entre els segles xvi i XIX el territori entre els rius Una i Vrbas va ser anomenat Croàcia turca. Aquest nom va ser utilitzat per topògrafs militars austríacs que van treballar en la comissió fronterera Austro-Otomana a conseqüència del Tractat de Karlowitz de 1699. A mitjan segle xix el nom Croàcia turca va ser reemplaçat pels cartògrafs pel de Bosanska Krajina.